# Héroes del Silencio
Héroes del Silencio [ˈeɾoes ðel siˈlenθjo] (deutsch: „Helden der Stille“) war eine spanische Rockband, die im Jahr 1984 in Saragossa gegründet wurde. Mit dem Hit Entre dos tierras hatten sie 1990 ihren Durchbruch in Spanien und darüber hinaus auch in den deutschsprachigen Ländern. Bis Mitte der 1990er Jahre waren sie mit drei Studioalben international erfolgreich. Nach der Auflösung der Band 1996 platzierten sich noch zahlreiche Livemitschnitte und Kompilationen in den spanischen Charts. Sänger Enrique Bunbury startete anschließend eine erfolgreiche Solokarriere.

## Bandgeschichte
Nach der Gründung entwickelte sich die Band schnell zu einer der populärsten Rockgruppen der Region. Das erste Minialbum Héroe de leyenda wurde Ende 1987 veröffentlicht. Das erste Studioalbum El mar no cesa nahm die Gruppe während ihrer Spanien-Tour im Jahr 1988 auf. Veröffentlicht wurde es 1989 und erreichte bereits nach wenigen Wochen Platin-Status in Spanien.
Das zweite Album Senderos de traición (produziert von dem Roxy-Music-Gitarristen Phil Manzanera) entstand Anfang 1990. Es wurde auf dem spanischen Markt über 400.000 Mal verkauft, doch erfuhr die Formation außerhalb des Landes nur geringe Beachtung. Erst im September 1991 lud ein deutscher Promoter die Band ein, um auf dem Festival Rock gegen Rassismus in Berlin zu spielen. Anfang 1992 folgten eine Europa-Tour und Auftritte bei diversen Festivals. Dadurch wurde die Band auch in Deutschland zunehmend populärer. Die Platte Senderos de traición wurde in Deutschland und in der Schweiz mit einer Platin-Schallplatte ausgezeichnet. Insbesondere der Song Entre dos tierras war um diese Zeit populär und war ein Dauerbrenner in deutschen Diskotheken. Er erreichte Platz 25 der deutschen Charts. In dieser Zeit trat die Band u. a. beim deutschen Rockfestival Rock am Ring (1993) und Rock im Park (1993) auf.
Das in Großbritannien entstandene dritte Album El espíritu del vino (ebenfalls von Phil Manzanera produziert) erschien 1993, diverse Singleauskopplungen wurden von MTV gefördert und promotet. Auch El espíritu del vino brachte Goldene Schallplatten in Spanien und der Schweiz ein.
Im Januar 1995 wurde das vierte und letzte Album Avalancha unter Leitung des Produzenten Bob Ezrin, der auch Alice Cooper, Kiss und Pink Floyd produziert hatte, in Los Angeles aufgenommen. Nach ihrer Welttournee zu Avalancha veröffentlichte die Band 1996 das Livealbum Parasiempre, trennte sich aber im selben Jahr.

## Nach der Trennung
Enrique Bunbury (Enrique Ortiz de Landázuri Izarduy) startete anschließend eine erfolgreiche Solokarriere, vorwiegend jedoch in Lateinamerika und Spanien. In der Heimatstadt der „Heroes“, Saragossa, bestand noch bis ins Jahr 2011 eine Bar der Band mit dem Namen Estación del Silencio. Diese wurde nach dreijähriger Pause im Jahr 2014 im mexikanischen Metepec als Kulturforum mit Barbetrieb und Veranstaltungssaal neu eröffnet.

## Abschiedstournee
Am 14. Februar 2007 wurde angekündigt, dass die Band in ihrer Originalbesetzung zurückkehren und zehn Jahre nach ihrer Trennung eine Abschiedstournee in Lateinamerika und Spanien geben wird.
Noch im selben Jahr trat die Gruppe in acht Städten auf:
Guatemala-Stadt (Guatemala), Buenos Aires (Argentinien), Monterrey (Mexiko), Los Angeles (USA), Mexiko-Stadt (zwei Konzerte) sowie die spanischen Städte Saragossa (10. und 12. Oktober 2007), Sevilla und Valencia (27. Oktober 2007).
Nach Ende der Tour wurde das Livealbum Tour 2007 veröffentlicht.

## Trivia
Die Melodie von Entre dos tierras war die Titelmelodie der 2014 eingestellten Fernsehserie Niedrig und Kuhnt – Kommissare ermitteln beim deutschen Fernsehsender Sat.1. Außerdem ist Entre dos tierras die Einlaufmusik des Fußballvereins Holstein Kiel.
Am 7. Oktober 2024 wurde auf dem Albert-Schweitzer-Platz in Saragossa eine Skulptur von José Miguel Fuertes enthüllt. Diese greift das Bandlogo als zentrales gestalterisches Element auf. Nicht weit davon befindet sich außerdem die Straße „Héroes del Silencio“.

## Diskografie

### Studioalben
| Jahr | Titel                                           | Höchstplatzierung, Gesamtwochen, AuszeichnungChartplatzierungen (Jahr, Titel, Platzierungen, Wochen, Auszeichnungen, Anmerkungen) | Höchstplatzierung, Gesamtwochen, AuszeichnungChartplatzierungen (Jahr, Titel, Platzierungen, Wochen, Auszeichnungen, Anmerkungen) | Höchstplatzierung, Gesamtwochen, AuszeichnungChartplatzierungen (Jahr, Titel, Platzierungen, Wochen, Auszeichnungen, Anmerkungen) | Höchstplatzierung, Gesamtwochen, AuszeichnungChartplatzierungen (Jahr, Titel, Platzierungen, Wochen, Auszeichnungen, Anmerkungen) | Anmerkungen                              |
| Jahr | Titel                                           | DE | AT | CH | ES | Anmerkungen                              |
| ---- | ----------------------------------------------- | --- | --- | --- | --- | ---------------------------------------- |
| 1988 | El mar no cesa                                  | — | — | — | ES36 a Platin · (3 Wo.)ES | Erstveröffentlichung: 31. Oktober 1988   |
| 1990 | Senderos de traición                            | DE17 Platin · (64 Wo.)DE | — | CH40 Platin · (1 Wo.)CH | ES6 a ×3Dreifachplatin · (20 Wo.)ES                                                                                               | Erstveröffentlichung: 4. Mai 1990        |
| 1993 | El espíritu del vino                            | DE9 (22 Wo.)DE | AT14 (7 Wo.)AT | CH5 Gold · (14 Wo.)CH | ES100 a Platin · (1 Wo.)ES | Erstveröffentlichung: 14. Juni 1993      |
| 1995 | Avalancha                                       | DE23 (11 Wo.)DE | AT25 (7 Wo.)AT | CH8 (9 Wo.)CH | ES17 a ×2Doppelplatin · (7 Wo.)ES                                                                                                 | Erstveröffentlichung: 18. September 1995 |
| 2012 | El espíritu del vino – 20th Anniversary Edition | — | — | — | ES9 (5 Wo.)ES |                                          |

grau schraffiert: keine Chartdaten aus diesem Jahr verfügbar

### Livealben
| Jahr | Titel                                  | Höchstplatzierung, Gesamtwochen, AuszeichnungChartplatzierungen (Jahr, Titel, Platzierungen, Wochen, Auszeichnungen, Anmerkungen) | Höchstplatzierung, Gesamtwochen, AuszeichnungChartplatzierungen (Jahr, Titel, Platzierungen, Wochen, Auszeichnungen, Anmerkungen) | Höchstplatzierung, Gesamtwochen, AuszeichnungChartplatzierungen (Jahr, Titel, Platzierungen, Wochen, Auszeichnungen, Anmerkungen) | Höchstplatzierung, Gesamtwochen, AuszeichnungChartplatzierungen (Jahr, Titel, Platzierungen, Wochen, Auszeichnungen, Anmerkungen) | Anmerkungen |
| Jahr | Titel                                  | DE | AT | CH | ES | Anmerkungen |
| ---- | -------------------------------------- | --- | --- | --- | --- | --- |
| 2005 | El ruido y la furia                    | — | — | — | ES1 Gold · (28 Wo.)ES | aufgenommen am 21. November 1995 im Sala La Riviera in Madrid (CD-Version)                                                                                   |
| 2007 | Tour 2007                              | — | — | — | ES3 Gold · (31 Wo.)ES | aufgenommen im September/Oktober 2007 bei verschiedenen Auftritten in Amerika und Spanien                                                                    |
| 2011 | Live in Germany                        | — | — | — | ES5 (16 Wo.)ES | aufgenommen am 10. Februar 1993 in Koblenz, ursprünglich ein Livemitschnitt von SWF3                                                                         |
| 2021 | En directo                             | — | — | — | ES23 (4 Wo.)ES | Kurzalbum mit 5 Titel aufgenommen am 9. September 1989 in Villanueva del Arzobispo Wiederveröffentlichung: 17. Dezember 2021                                 |
| 2023 | Parasiempre – 25th Anniversary Edition | — | — | — | ES6 Platin · (2 Wo.)ES | aufgenommen am 7./8. Juni 1996 in Madrid bzw. Saragossa Erstveröffentlichung: 1996 (Chartplatzierung unbekannt) Wiederveröffentlichung: 12. Mai 2023 (Vinyl) |

Weitere Livealben
- 1989: En directo
- 1991: Senda ’91

### Kompilationen
| Jahr | Titel                          | Höchstplatzierung, Gesamtwochen, AuszeichnungChartplatzierungen (Jahr, Titel, Platzierungen, Wochen, Auszeichnungen, Anmerkungen) | Höchstplatzierung, Gesamtwochen, AuszeichnungChartplatzierungen (Jahr, Titel, Platzierungen, Wochen, Auszeichnungen, Anmerkungen) | Höchstplatzierung, Gesamtwochen, AuszeichnungChartplatzierungen (Jahr, Titel, Platzierungen, Wochen, Auszeichnungen, Anmerkungen) | Höchstplatzierung, Gesamtwochen, AuszeichnungChartplatzierungen (Jahr, Titel, Platzierungen, Wochen, Auszeichnungen, Anmerkungen) | Anmerkungen                          |
| Jahr | Titel                          | DE | AT | CH | ES | Anmerkungen                          |
| ---- | ------------------------------ | --- | --- | --- | --- | ------------------------------------ |
| 2004 | Antología audiovisual          | — | — | — | ES44 a Gold · (4 Wo.)ES |                                      |
| 2004 | The Platinum Collection        | — | — | — | ES8 a Gold · (49 Wo.)ES |                                      |
| 2007 | Heroes del Silencio Deluxe 12  | — | — | — | ES22 (3 Wo.)ES |                                      |
| 2007 | Fundamentales                  | — | — | — | ES59 (4 Wo.)ES |                                      |
| 2007 | The Singles Box-Set            | — | — | — | ES2 (1 Wo.)ES | in ES in den Singlecharts platziert  |
| 2013 | 4 álbumes                      | — | — | — | ES82 (3 Wo.)ES |                                      |
| 2014 | Original Album Series          | — | — | — | ES44 (6 Wo.)ES |                                      |
| 2021 | Héroes: Silencio y Rock & Roll | — | — | — | ES3 (16 Wo.)ES | Erstveröffentlichung: 30. April 2021 |

grau schraffiert: keine Chartdaten aus diesem Jahr verfügbar
Weitere Kompilationen
- 1998: Rarezas (ES: Gold)
- 2000: Canciones 1984-1996 (ES: Platin)

### EPs
| Jahr | Titel            | Höchstplatzierung, Gesamtwochen, AuszeichnungChartplatzierungen (Jahr, Titel, Platzierungen, Wochen, Auszeichnungen, Anmerkungen) | Höchstplatzierung, Gesamtwochen, AuszeichnungChartplatzierungen (Jahr, Titel, Platzierungen, Wochen, Auszeichnungen, Anmerkungen) | Höchstplatzierung, Gesamtwochen, AuszeichnungChartplatzierungen (Jahr, Titel, Platzierungen, Wochen, Auszeichnungen, Anmerkungen) | Höchstplatzierung, Gesamtwochen, AuszeichnungChartplatzierungen (Jahr, Titel, Platzierungen, Wochen, Auszeichnungen, Anmerkungen) | Anmerkungen |
| Jahr | Titel            | DE | AT | CH | ES | Anmerkungen |
| ---- | ---------------- | --- | --- | --- | --- | ----------- |
| 1987 | Héroe de leyenda | — | — | — | ES29 a (2 Wo.)ES |             |

grau schraffiert: keine Chartdaten aus diesem Jahr verfügbar

### Singles
| Jahr | Titel Album                            | Höchstplatzierung, Gesamtwochen, AuszeichnungChartplatzierungen (Jahr, Titel, Album, Platzierungen, Wochen, Auszeichnungen, Anmerkungen) | Höchstplatzierung, Gesamtwochen, AuszeichnungChartplatzierungen (Jahr, Titel, Album, Platzierungen, Wochen, Auszeichnungen, Anmerkungen) | Höchstplatzierung, Gesamtwochen, AuszeichnungChartplatzierungen (Jahr, Titel, Album, Platzierungen, Wochen, Auszeichnungen, Anmerkungen) | Höchstplatzierung, Gesamtwochen, AuszeichnungChartplatzierungen (Jahr, Titel, Album, Platzierungen, Wochen, Auszeichnungen, Anmerkungen) | Anmerkungen                                                  |
| Jahr | Titel Album                            | DE | AT | CH | ES | Anmerkungen                                                  |
| ---- | -------------------------------------- | --- | --- | --- | --- | ------------------------------------------------------------ |
| 1990 | Entre dos tierras Senderos de traición | DE25 (26 Wo.)DE | — | CH40 (1 Wo.)CH | ES34 a Platin · (1 Wo.)ES | Erstveröffentlichung: 1990 Wiederveröffentlichung: Juli 1992 |
| 1993 | Nuestros nombres El espíritu del vino  | DE40 (5 Wo.)DE | — | — | — | Erstveröffentlichung: Juni 1993                              |

grau schraffiert: keine Chartdaten aus diesem Jahr verfügbar
Weitere Singles
- 1987: Héroe de leyenda (ES: Gold)
- 1990: Maldito duende (ES: Gold)

### Videoalben
- 2004: Antología audiovisual
- 2007: Tour 2007 (ES: Platin)

## Auszeichnungen für Musikverkäufe
| Goldene Schallplatte - Argentinien - 1992: für das Album Senderos de traición - Mexiko - 2007: für das Album Tour 2007 3× Goldene Schallplatte - Mexiko - 2008: für das Videoalbum Tour 2007 | Platin-Schallplatte - Argentinien - 2004: für das Videoalbum Antología audiovisual - 2007: für das Videoalbum Tour 2007 |

Anmerkung: Auszeichnungen in Ländern aus den Charttabellen bzw. Chartboxen sind in ebendiesen zu finden.
| Land/RegionAuszeichnungen für Musikverkäufe (Land/Region, Auszeichnungen, Verkäufe, Quellen) | Gold       | Platin       | Verkäufe  | Quellen                             |
| -------------------------------------------------------------------------------------------- | ---------- | ------------ | --------- | ----------------------------------- |
| Argentinien (CAPIF)                                                                          | Gold1      | 2× Platin2   | 46.000    | capif.org.ar AR2                    |
| Deutschland (BVMI)                                                                           | —          | Platin1      | 500.000   | musikindustrie.de                   |
| Mexiko (AMPROFON)                                                                            | 2× Gold2   | Platin1      | 80.000    | amprofon.com.mx                     |
| Schweiz (IFPI)                                                                               | Gold1      | Platin1      | 75.000    | hitparade.ch                        |
| Spanien (Promusicae)                                                                         | 7× Gold7   | 11× Platin11 | 1.235.000 | elportaldemusica.es ES2 ES3 ES4 ES5 |
| Insgesamt                                                                                    | 11× Gold11 | 16× Platin16 |           |                                     |